# Stéphan Fauve
Stéphan Fauve  (* 20. Dezember 1955 in Paris) ist ein französischer Physiker und Hochschullehrer an der ENS.

## Leben
Fauve studierte 1976 bis 1980 (Agrégation 1979) an der  École normale supérieure de Saint-Cloud und wurde 1984 bei Albert Libchaber an der ENS promoviert. 1987 bis 1997 war er Professor an der École normale supérieure de Lyon und seit 1997 ist er Professor an der ENS in Paris.
1992 bis 1997 war er Junior Professor und 2009 wurde er Senior Professor am Institut Universitaire de France.

## Werk
Er befasst sich mit nichtlinearen Phänomenen, Instabilitäten in der Hydrodynamik und Magnetohydrodynamik (magnetischer Dynamo) und Chaosforschung. In seiner Dissertation untersuchte er experimentell die mit dem Übergang zum Chaos in der Periodenverdopplungskaskade verbundenen kritischen Exponenten. Von ihm und François Heslot stammt ein frühes Experiment zur stochastischen Resonanz. Weitere Schwerpunkte seiner Forschung waren:
- durch Instabilitäten erzeugte dissipative Strukturen[3]
- granulare Materie[4][5]
- Schallausbreitung in komplexen Medien wie Flüssigkeiten mit Gasblasen[6]
- Wirbelstrukturen in turbulenten Strömungen und Identifizierung Intermittenz-Strukturen von Wirbeln[7]
- Oberflächenwellen mit der ersten Beobachtung quasikristalliner Flüssigkeitsstrukturen,[8][9] bei Faraday-Wellen und -Instabilitäten (stehende Wellen einer vibrierenden Flüssigkeit)
- Turbulenz bei Wellen,[10][11],
- erste Experimente (von Karman Sodium (VKS) Dynamo Experiment , mit François Daviaud, Jean-François Pinton u. a.) zur Beobachtung von Phänomenen ähnlich der Umkehr des Erdmagnetfelds[12][13]
- Eigenschaften und Übergänge zwischen statistischen Gleichgewichtslagen in hydrodynamischer Turbulenz[14][15][16] mit Anwendung auf die quasiperiodische Windumkehr in der Stratosphäre am Äquator (Quasi-Biennal Oscillation).[17]

## Ehrungen und Mitgliedschaften
Er ist Mitglied der Académie des Sciences (2011) und der Academia Europaea (2011). 1993 erhielt er den IBM-Preis in Physik, 2009 die Lewis Fry Richardson Medal der European Geosciences Union und 2009 die Silbermedaille des CNRS. 2008 erhielt er den Prix des trois physiciens und 2009 den CEA-Preis. 2009 wurde er Präsident der Abteilung statistische und nichtlineare Physik der European Physical Society.